# Ptisana sambucina
Ptisana sambucina là một loài dương xỉ trong họ Marattiaceae. Loài này được Blume Murdock mô tả khoa học đầu tiên năm 2008.